# Parczew
Parczew este un oraș în Polonia.